# James Bort
Pour les articles homonymes, voir Bort.
James Bort, né le 6 février 1982, est un photographe, réalisateur et producteur français.

## Biographie
Diplômé en 2007 de l'École nationale supérieure des beaux-arts de Paris. Il crée en 2008 James Bort Factory, société qui produit contenus, films et campagnes publicitaires pour les marques de luxe.
À ses débuts, son terrain d’action est l’industrie du luxe. Il photographie les petites mains des ateliers de haute couture comme ceux de Dior, Jean Paul Gaultier, Chanel, Vuitton, Lanvin, Hèrmes, les défilés de mode, les artisans et les créateurs. 
Il réalise les portraits de nombreuses personnalités comme Karl Lagerfeld, Jean Paul Gaultier, Philippe Starck.
En 2011, Orange lui donne sa première carte blanche. Naitra le film Danse(s), tourné à l'École nationale supérieure des beaux-arts de Paris et réunissant dix danseurs de six danses différentes. 
En 2015 il collabore avec Benjamin Millepied pour l’Opéra de Paris qui lui commande les portraits de l'ensemble des Danseurs Étoiles de la compagnie pour le livre, Étoiles, (éditions du Cherche-Midi) et l'exposition du même nom à l'Opéra Bastille.
En 2015, il participe avec d'autres photographes à l'exposition Alber Elbaz / Lanvin Manifeste, à la Maison européenne de la photographie.
En 2017, il réalise le court métrage Naissance d'une Étoile / Rise of a Star, avec Catherine Deneuve, Dorothée Gilbert, Antonia Desplat et Pierre Deladonchamps. Le film est présélectionné aux Oscars 2018 dans la catégorie « meilleur court métrage de fiction », et sélectionné au festival de Tribeca.

### Vie privée
Il est marié à la danseuse étoile Dorothée Gilbert.